# Hadena cretacea
Hadena cretacea là một loài bướm đêm trong họ Noctuidae.